# Mosara lateralis
Mosara lateralis är en fjärilsart som beskrevs av Walker 1865. Mosara lateralis ingår i släktet Mosara och familjen nattflyn. Inga underarter finns listade i Catalogue of Life.